# إيفا لاغونا
إيفا لاغونا (ولد في 6 يونيو 1990) عارضة أزياء من لاتفيا, شاركت في عام 2011 في عرض فيكتوريا سيكريت الأزياء.

## روابط خارجية
- إيفا لاغونا على موقع IMDb (الإنجليزية)
- إيفا لاغونا على موقع دليل عارضات الأزياء (الإنجليزية)

إيفا لاغونا على إنستغرام